# Terina renifera
Terina renifera là một loài bướm đêm trong họ Geometridae.